# Boris Zajczuk
Boris Pawłowicz Zajczuk (ros. Борис Павлович Зайчук; ur. 28 sierpnia 1947 w Kazachstanie) – kazachski lekkoatleta startujący w barwach ZSRR, specjalista rzutu młotem. Był rekordzistą świata przez prawie miesiąc w 1978 roku, kiedy jako pierwszy człowiek w historii rzucił młotem ponad 80 metrów. Podczas mistrzostw świata weteranów w lekkoatletyce w 2007 w Riccione Zajczuk (reprezentując Kanadę) uzyskał wynik 61,96 m, nowy rekord świata w klasie M60. Zajczuk mieszka w Ottawie w Kanadzie i nadal zajmuje się rzucaniem oraz trenowaniem.